# 考洛乔伊·盖佐
考洛乔伊·盖佐（匈牙利語：Kalocsay Géza，1913年5月30日—2008年9月26日），捷克斯洛伐克、匈牙利男子足球运动员，司职前锋。他曾代表捷克斯洛伐克国家队参加1934年国际足联世界杯，结果队伍获得亚军。